# Édouard Vuillard
Jean-Édouard Vuillard (ur. 11 listopada 1868, zm. 21 czerwca 1940) – francuski malarz i grafik związany z nabistami.

## Wczesne lata i edukacja

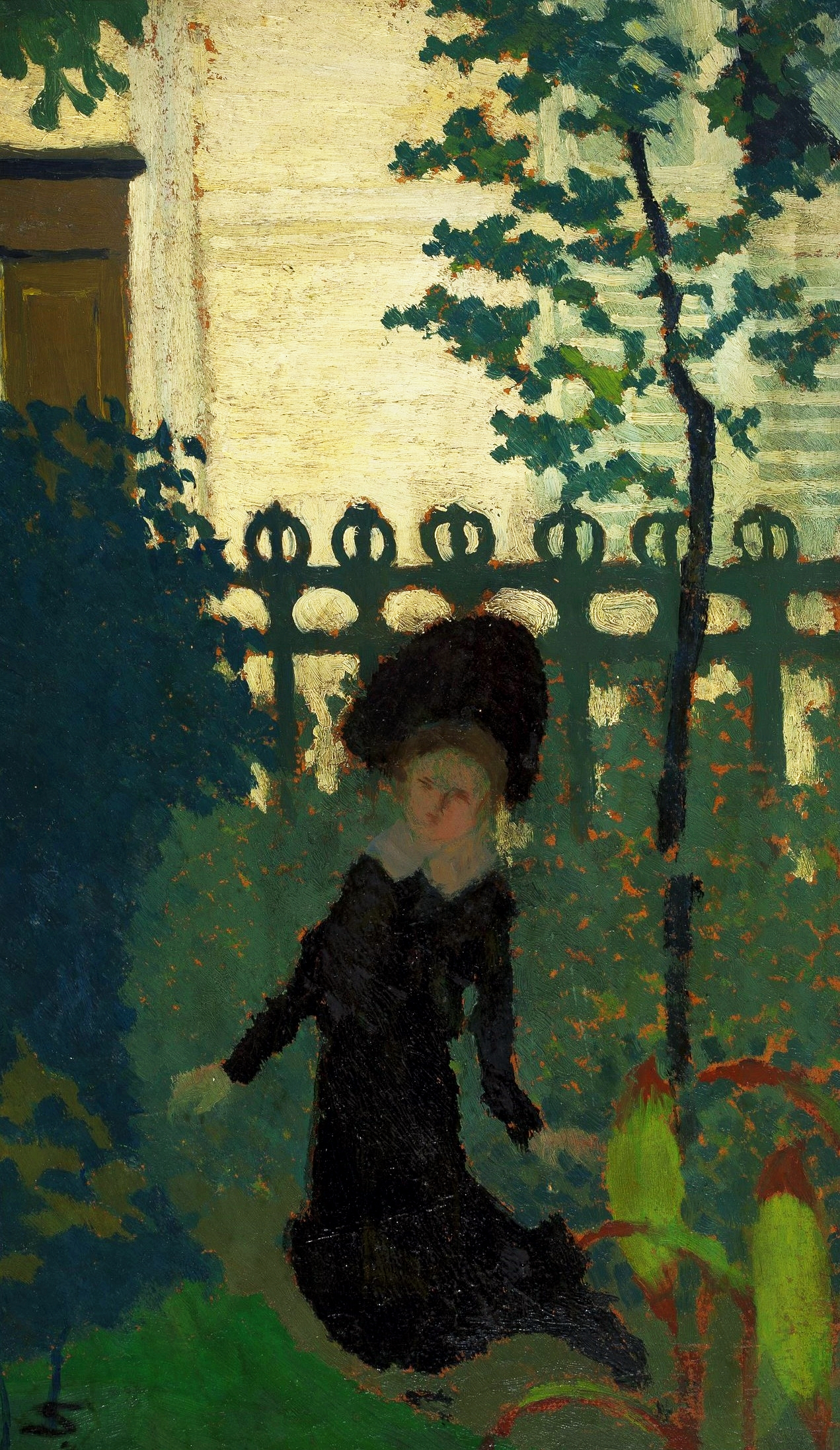
Kobieta w ogrodzie (1891), Muzeum Narodowe w Warszawie

Jean-Édouard Vuillard, syn emerytowanego kapitana, spędził dzieciństwo w Cuiseaux. W 1878 rodzina przeniosła się do Paryża, gdzie żyła w skromnych warunkach. Po śmierci ojca w 1884 Vuillard otrzymał stypendium na kontynuację edukacji. W Lycée Condorcet spotkał Kera Xaviera Roussela (przyszłego malarza i szwagra Vuillarda), Maurice'a Denisa, muzyka Pierre'a Hermanta, pisarza Pierre'a Vébera i Lugné-Poë. Za radą Roussela zrezygnował z kariery wojskowej i wstąpił do École nationale supérieure des beaux-arts, gdzie poznał Pierre'a Bonnarda.
W 1885 Vuillard opuścił Lycée Condorcet i dołączył do najbliższego przyjaciela Rousella w studiu, malarza Diogène'a Maillarta. Tam oboje otrzymali elementarne wykształcenie artystyczne.

## Nabiści i okres późniejszy
W 1888 Vuillard dołączył do nabistów i wsparł ich wystawy w galerii Le Barc de Boutteville. Później dzielił studio ze znajomymi członkami grupy, Pierre'em Bonnardem i Maurice'em Denisem. We wczesnych latach 90. pracował dla Théâtre de l'Oeuvre należącym do Lugné-Poë, projektując scenerie i programy.
W 1898 Vuillard odwiedził Wenecję i Florencję. W następnym roku wyjechał do Londynu. Później udał się do Mediolanu, Wenecji i Hiszpanii. Podróżował też po Bretanii i Normandii.
Pierwsze wystawy Vuillarda miała miejsce na Salonie Niezależnych w 1901 i na Salonie Jesiennym w 1903. W latach 90. XIX w. Vuillard poznał braci Alexandre'a i Thadée Natansonów, założycieli "La Revue blanche", i za ich radą w 1892 wykonał pierwsze dekoracje dla domu Madame Desmarais. Później wykonywał wiele zleceń o podobnym charakterze: w 1894 dla Alexandre'a Natansona, w 1898 dla Claude'a Aneta, w 1908 dla Bernsteina, a w 1913 dla Bernheim i Théâtre des Champs Élysées. Ostatnie zlecenia datuje się na 1937 (Palais de Chaillot w Paryżu, wspólnie z Bonnardem) i 1939 (Palais des Nations in Geneva, z Denisem, Rousselem i Chastelem).
W swoich obrazach i dziełach dekoracyjnych Vuillard przedstawiał głównie wnętrza, ulice i ogrody. Okraszone lekkim humorem, są wykonane w delikatnej palecie miękkich, rozmytych kolorów charakterystycznych dla artysty. Żyjąc do sześćdziesiątki ze swoją matką, krawcową, Vuillard był dobrze zaznajomiony z wnętrzami i przestrzenią domową. Znajduje to odbicie w wielu jego dziełach, wysoce dekoracyjnych i często zawierających bardzo wyszukane wzory. Vuillard zmarł w La Baule w 1940.
W Muzeum Narodowym w Warszawie znajduje się obraz Kobieta w ogrodzie, (1891)

## Wybrane dzieła
- Autoportret (1892)
- Matka z dzieckiem (1899)
- Zamiatająca kobieta (1892)
- Matka i siostra artysty (1893)
- Żółta zasłona (1893)
- Życie małżeńskie (1894)
- Śniadanie w Villeneuve-sur-Yonne (1902)
- Zielone wnętrze lub Postać na wprost okna z zaciągniętymi zasłonami (1891)